# Ernst Ekman
Ernst Leonard Ekman, född 13 september 1904 i Malmö, död 18 oktober 1985 i Bromma, var en svensk journalist och författare.
Ernst Ekman var son till redaktören Ernst Leonard Ekman. Han avlade studentexamen i Stockholm 1922 och blev filosofie kandidat vid Stockholms högskola 1929. Ekman tjänstgjorde 1925–1927 som kanslist i riksdagen och var från 1927 stenograf där. 1931–1933 och från 1939 utgav han Tidning för svensk snabbskrift och blev 1939 ordförande i Melinska stenografförbundets verkstads utskott. Ekman var 1928–1931 anställd vid Stockholms Dagblad och därefter från 1932 vid Dagens Nyheter. Han var även verksam som skönlitterär författare och utgav Slavar (1934), en berättelse från antikens Rom, diktsamlingen Soldaten och slaven (1937) samt storstadsromanen Kontor (1939). Ekman är begravd på Bromma kyrkogård.